# Loop Ash
Loop Ash (яп. ループアッシュ «Руппу Ассю», іноді записується як L∞p Ash (як на логотипі компанії)) — це японський інді-лейбл для Visual гуртів, які відносяться до напряму Visual kei. Компанію очолює Michiru. Michiru був басистом в різних колективах, таких як: L'yse: nore, Aioria, S to M і Mask. Компанія Loop Ash отримала відомість завдяки Oshare Kei гурту — Antic Cafe. Loop Ash також уклав контракт з відомими гуртами Lolita23q та -OZ-

## Гурти
- Antic Cafe
- -Oz-
- Mello
- Neu (Heart)
- Lolita23q
- MoNoLith
- Zip.er
- ALiBi